# Pont-canal de Répudre
Le pont-canal de Répudre est un pont-canal construit entre 1676 et 1680 par Pierre-Paul Riquet sur le canal du Midi pour lui permettre d'enjamber le ruisseau de Répudre, à Paraza dans l'Aude.

## Histoire
C'est le plus ancien pont-canal navigable au monde, et le seul initialement construit sur le canal du Midi, deux autres ayant été ajoutés par Vauban.
Une plaque commémorative du XIXe siècle apposée par les descendants de Pierre-Paul Riquet sur la face sud du pont rappelle qu'il en fut l'ingénieur. Emmanuel de l’Estang, architecte, prend en charge sa réalisation.
Le pont-canal est réparé après avoir été endommagé par une crue en décembre 1999.

## Protection
Le pont-canal est inscrit au titre des monuments historiques en 1942.